# Famille Griswold
Cette page explique l’histoire ou répertorie les différents membres de la famille Griswold.
Ne pas confondre avec les personnages des films de la série National Lampoon's Vacation
La famille Griswold est une importante famille américaine d'ascendance britannique originaire du Connecticut et de l'État de New York. La fortune familiale trouve son origine dans les activités industrielles et marchandes de ses membres au XIXe siècle.

## Toponymes
- Griswold (Connecticut) : nommée en l'honneur du gouverneur Roger Griswold.
- Fort Griswold à Groton (Connecticut): nommé en l'honneur du gouverneur Matthew Griswold.

## Arbre généalogique
- George Henry Griswold (c. 1574–1615)
  - Edward Griswold (1607–1691)
    - George Griswold (1633–1704)
      - Daniel Griswold (b. 1656)
        - Daniel Griswold (b. 1684)
          - Seth Griswold
            - Simeon Griswold (1752–1843), représentant à la Chambre des représentants du Massachusetts
              - Chester Griswold
                - John Augustus Griswold (1818–1872), industriel, représentant à l'Assemblée de l'État de New York

      - Benjamin Griswold (1671–1747)
        - Benjamin Griswold
          - Sylvanus Griswold (1733–1811)
            - Gaylord Griswold (1767–1809), représentant de l'État de New York et rédacteur du 12e Amendement de la Constitution des États-Unis.

  - Matthew Griswold (1618–1698), ép. Anna Wolcott
    - Elizabeth Griswold, ép. John Rogers, fondateur de la secte religieuse des Rogerenes (en)
    - Matthew Griswold (1653–1716)
      - John Griswold (1690–1764)
        - Matthew Griswold (1714–1799), Gouverneur du Connecticut, ép. Ursula Wolcott, fille du Gouverneur du Connecticut Roger Wolcott
          - Roger Griswold (1762–1812), Gouverneur du Connecticut, représentant du Connecticut
            - Robert Harper Griswold, capitaine de navire
              - Florence Griswold (en) (1850–1937), cofondatrice de la colonie artistique d'Old Lyme

            - Matthew Griswold (1792–1879), législateur du Connecticut
              - Matthew Griswold (1833–1919), représentant de Pennsylvanie